# Janwillem van de Wetering

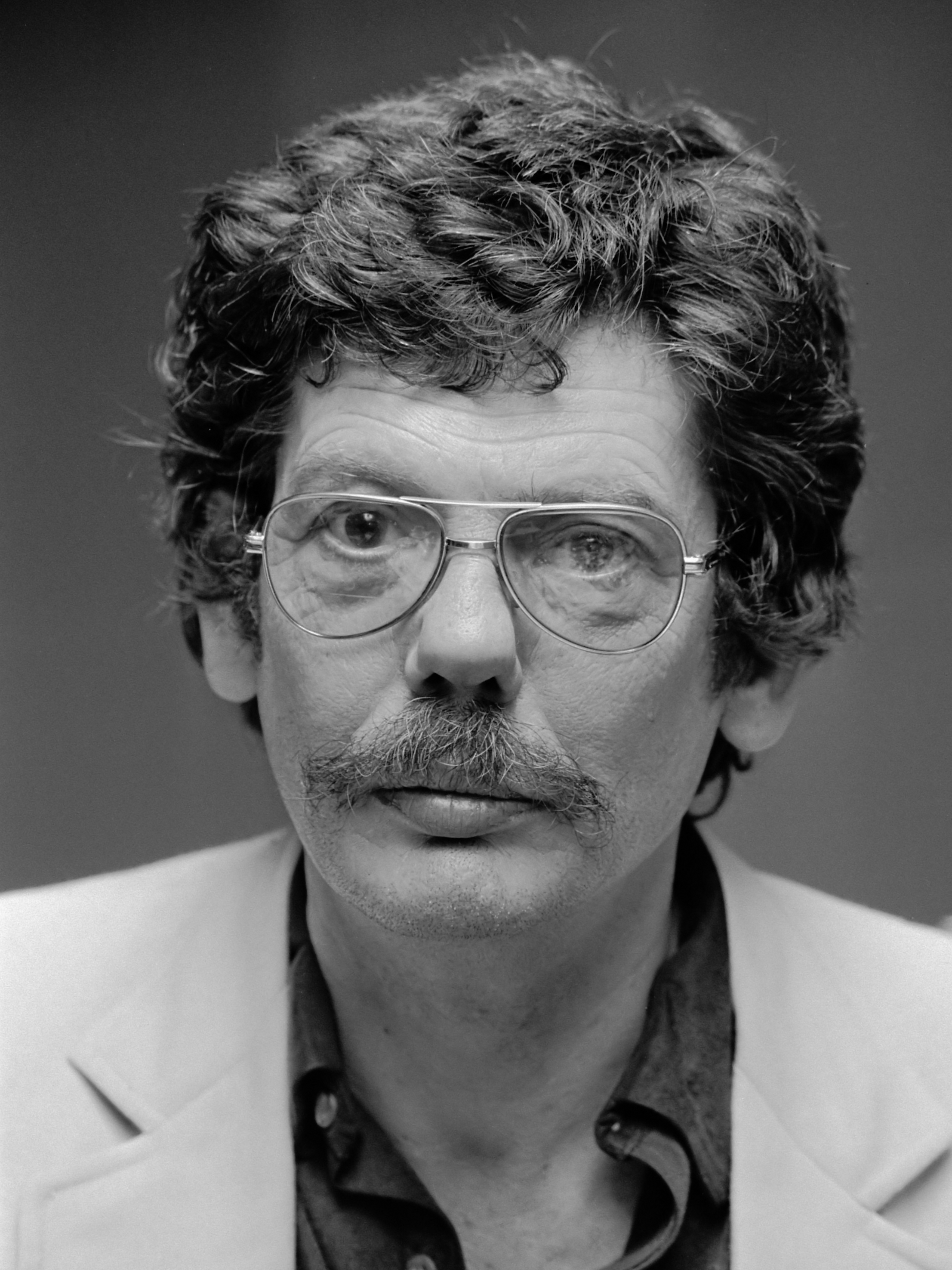
Janwillem van de Wetering in 1982.

Jan Willem Lincoln van de Wetering (Hillegersberg, 12 februari 1931 – Blue Hill (Maine), 4 juli 2008) was een Nederlandse schrijver, zakenman en avonturier. In 1984 werd hij bekroond met de Franse Grand prix de littérature policière.
Van de Wetering maakte vooral naam met twee boekenreeksen: de Amsterdamse politiedetectives (en later privédetectives) Grijpstra en De Gier en een autobiografische zen-trilogie bestaande uit De lege spiegel, Het dagende niets en Zuivere Leegte. In zijn fictie- en non-fictieboeken verwerkte hij informatie uit zijn avontuurlijke leven in zes werelddelen.
Net als zijn lichtend voorbeeld Robert van Gulik schreef Van de Wetering ieder boek doorgaans tweemaal - in het Engels en in het Nederlands - waarbij hij de tekst aanpaste aan ieder lezerspubliek. Zijn boeken zijn in zo'n twintig andere talen vertaald. In het Duits verscheen elk in het Nederlands en Engels gepubliceerd boek en essay, maar ook bijvoorbeeld een kinderboek dat in geen van de originele talen is gepubliceerd.

## Biografie

### Jeugd
Van de Wetering werd geboren in Hillegersberg, als zoon van een Rotterdamse zakenman die werkte voor Internatio. Zijn ouders hadden al drie dochters en een zoon. Van de Wetering was een nakomertje en scheelde met zijn oudste zus 18 jaar. Hij groeide op in het centrum van Rotterdam, maar toen hij tien was verhuisde de familie naar de villawijk Hillegersberg. In meerdere interviews noemt Van de Wetering het bombardement op Rotterdam in 1940 en het 'verdwijnen' van zijn joodse klasgenoten als vormende jeugdherinneringen. Hij meende dat een God die zoiets toeliet bedrog was en gooide uit woede stenen naar een Jezusbeeld. Een politieagent zag dat, greep hem bij zijn oor en vroeg "Waarom gooi jij stenen naar het beeld van Jezus?". Janwillem vertelde de reden, de agent dacht na, en liet hem gaan.

In de ouderlijke woning in Hillegersberg waren tijdens de Tweede Wereldoorlog Duitse officieren gestationeerd.
Vanaf zijn jeugd droomde hij ervan schrijver te worden, maar het schrijven wilde lange tijd niet vlotten. Van de Wetering las veel. De dichter Slauerhoff, van wie hij een portretje op zijn kamer had hangen, was zijn favoriet. In de oorlogsjaren ging hij in Rotterdam naar de HBS maar hij voltooide die opleiding in 1948 aan het Christelijk Lyceum in Zeist. Om die reden woonde hij een jaar lang in bij het echtpaar Minderaa, in die tijd docenten Latijn en Grieks. Naar eigen zeggen deed hij daar niets anders dan lezen.

### Studie en zaken
Onder druk van zijn vader begon Van de Wetering aan een studie in Delft, maar dat werd een groot fiasco. Plotseling was hij verdwenen; na een zoektocht werd hij teruggevonden in Noord-Holland, waar hij werkte als boerenknecht. Op aandringen van broer en zus en hun echtgenoten mocht hij zich inschrijven op Nyenrode, waar hij in 1951 zijn studie voltooide. Daarna werkte Van de Wetering in het bedrijf van een zakenrelatie van zijn vader. Vanaf 1952 was hij vertegenwoordiger van dat bedrijf in Zuid-Afrika. Na korte tijd in Johannesburg, vestigde hij zich in Kaapstad. Hij trouwde met de keramiste Bonnie Stewart Wynne, die ook na hun echtscheiding als Bonnie van de Wetering bekend bleef. Nadat Van de Wetering was ontslagen werkte hij korte tijd bij een andere firma, en vervolgens in een boekhandel. Naar eigen getuigenis experimenteerde hij met alcohol en drugs en was hij lid van een intellectuele bende. Uiteindelijk namen zijn depressies toe en probeerde hij zelfmoord te plegen, iets wat hij al vanaf zijn jeugd van plan was.
Na het overlijden van zijn vader in 1957 volgde Van de Wetering een studie journalistiek in Londen. Hij was ingeschreven als 'vrije student' en behaalde een diploma Engelstalige vaardigheid. Ook volgde hij colleges filosofie bij professor Ayer. Aanvankelijk zocht hij zijn heil in het existentialisme. Ayer zette hem op het spoor van het boeddhisme en raadde hem aan in Japan zen te gaan studeren. Tijdens een verblijf in Cornwall schreef Van de Wetering een roman over "een jongeman die het geluk nastreeft" in Afrika, maar omdat niemand in dit manuscript geïnteresseerd bleek, gooide hij het weg.

### Japan
In februari 1958 belde hij aan bij het Daitoku-ji-zenklooster in Kioto. Volgens De lege spiegel luidde hij per ongeluk een ceremoniële klok die alleen bij hoge feestdagen mocht worden geluid. Na een gesprek met de hoofdmonnik werd hij aangenomen voor een training. Van de Wetering woonde en leefde onder de barre omstandigheden die de zentraining eigen zijn. Vooral de meditatiesessies vielen hem zwaar en in het klooster wist men ook niet altijd wat men met deze vreemde buitenlander moest. Van de Wetering liep onder meer dronken door een wand van latjes en rijstpapier, maar de abt van het klooster bleef even vriendelijk. Na ongeveer een jaar in het klooster mocht hij intrekken bij Walter Nowick, een Amerikaanse gevorderde leerling van meester Goto Zuigan en diens opvolger onder wie Van de Wetering oefende: Oda Sessō.
Gedurende zijn verblijf in Japan raakte Van de Wetering bekend met de detectives van de Nederlandse sinoloog en diplomaat Robert van Gulik. Later in zijn leven schreef Van de Wetering een biografie over deze sinoloog en zette hij zich in voor de herpublicatie en vertaling van meerdere van diens boeken. Van de Wetering verkoos Robert van Gulik nooit te ontmoeten, naar eigen zeggen omdat hij hem mateloos aanbad.

### Zuid-Amerika, Australië en Amsterdam
Na zijn zen-ervaringen in Japan woonde Van de Wetering vier jaar in Zuid-Amerika. In de Colombiaanse hoofdstad Bogota werkte hij als manager bij een chemicaliënbedrijf. Hier leerde hij de zeventienjarige Juanita kennen met wie hij in het huwelijk trad. In 1964 verhuisden ze, inmiddels met dochter, naar Peru en een jaar later naar Australië, waar hij respectievelijk in visnetten en onroerend goed handelde.
Van 1966 tot 1975 leidde hij een klein textielbedrijf in de binnenstad van Amsterdam. Tevens werd hij daar, ter vervanging van de militaire dienstplicht, lid van de Vrijwillige Gemeentepolitie, waar hij zeven jaar lang diende als agent en hoofdagent gedurende avonden en weekeinden. Hij haalde de brigadier- en inspecteurexamens, maar verkoos als agent het leven aan de zelfkant van dichtbij mee te maken. De ideeën voor zijn latere Grijpstra en de Gier-serie werden hem hier toegespeeld.

### Amerika
Hij belandde ten slotte in Amerika in een zengemeenschap in Maine, geleid door Walter Nowick, de Amerikaanse leerling die hij in Japan had ontmoet. Hierover bracht hij verslag uit in het tweede boek van zijn zentrilogie: Het dagende niets - beschrijving van een eerste bewustwording in zen. Na vier jaar verliet hij de gemeente en "iedere vorm van georganiseerde religie" en woonde tot zijn dood samen met vrouw en hond aan de kust van Noordoost-Amerika waar hij voer en soms ook vloog. Hij raakte bevriend met de in de Verenigde Staten wonende Nederlander Leo Vroman die zijn vakanties bij hem doorbracht.
In 2000 volgde Van de Weterings derde bundel in de zenserie: Zuivere leegte, over zijn bevindingen over en ervaringen met zen tot nu toe. Over zijn bestaan in Amerika werden twee uur-lange film-documentaires vervaardigd: Der Kommissaris aus dem Kloster (1991, Bayerische en Norddeutsche Rundfunk) en To Infinity and Beyond (2004, Boeddhistische Omroep Stichting). Tevens verscheen een korte documentaire in Good Morning America (CBS 1997).

## Verfilmingen en hoorspelen
In 1979 werd Het lijk in de Haarlemmer Houttuinen door Wim Verstappen verfilmd onder de titel Grijpstra en De Gier, met Rijk de Gooyer en Rutger Hauer in de hoofdrollen. In 1987 volgde De ratelrat onder dezelfde naam, eveneens door Verstappen, met in de hoofdrollen Rijk de Gooyer en Peter Faber.

In 1999 verscheen een Duitse speelfilm, Der blonde Affe, van regisseur Thomas Jauch, gebaseerd op De blonde baviaan. Meerdere Grijpstra & De Gier-verhalen zijn verfilmd voor de Duitse televisie. Ook zijn geregeld door Van de Wetering geschreven hoorspelen op de Duitse radio te beluisteren. 

Vanaf 19 maart 2004 werd een televisieserie door RTL 4 uitgezonden, gebaseerd op de personages Grijpstra en De Gier. In de Verenigde Staten werd het oorspronkelijke Stekel Charlie-verhaal uitgezonden door CBS.
Van de Wetering was over het algemeen blij met de verfilmingen van zijn boeken. Wel vond hij dat de regisseurs weinig begrip hadden voor de pogingen tot onthechting van zijn hoofdpersonen, die ze zouden verwarren met onverschilligheid.

## Uitspraken uit een interview met Ivan Sitniakowsky[3]
- Op de vraag hoe hij denkt over de personages in "Grijpstra en de Gier": "...De commissaris is wat ik zou willen bereiken, De Gier wat ik zou willen zijn en Grijpstra is de Nederlandse erfmassa die ik nu al 48 jaar met me meezeul..."
- 'Hoe kwam je eigenlijk aan de figuren van Grijpstra en de commissaris?': "...Grijpstra had ik oorspronkelijk als een zeer onsympathieke figuur bedoeld, die als tegenwicht zou fungeren voor de beminnelijke De Gier. De man ontpopte zich evenwel als een alleraardigste burgerman die meer in evenwicht was en het beter bedoelde dan onze Held. De commissaris komt eigenlijk pas in het tweede boek Buitelkruid ter sprake. Hij is een combinatie van mijn vader, een van de Zenmeesters die ik heb meegemaakt, en de toenmalige hoofdcommissaris Sanders. Maar toen ik hem eenmaal had geschapen had ik hem al gauw niet meer in de hand."
- Over zijn schrijverschap: "...Ik wilde ook schrijver worden, maar dan moet je wel kunnen schrijven. Helaas lukte dat niet meteen. Ik schreef wel, maar ik kwam nooit veel verder dan een slecht in elkaar zittend begin met mogelijkheden. De wens is echter in mij blijven leven, en de aanhouder wint. Uiteindelijk kwam het dan toch, die vondst van Grijpstra en De Gier, maar dat was maar een gedeelte. Sindsdien heb ik op andere terreinen ook van alles opgeschreven."
- Over het weggooien van een complete roman: "Die schreef ik op mijn 28ste. Hij was niet goed, veel te lang, het zeurde maar door. Ik werd er zelf niet goed van. Als oefening was het aardig nuttig, maar het enige spectaculaire eraan was de witte streep van al die velletjes in het kielzog van een vrachtboot in de Javazee bij volle maan. Kijk, dat was aardig. Je moet de mooie omstandigheden weten uit te kiezen."

### Grijpstra & De Gier
- 1975 Het lijk in de Haarlemmer Houttuinen
- 1976 Buitelkruid
- 1976 De Gelaarsde Kater
- 1977 De dood van een marktkoopman
- 1977 Een dode uit het Oosten
- 1978 De blonde baviaan
- 1979 Het Werkbezoek
- 1983 Moord zonder lijk, lijk zonder moord
  - Eerste deel is De verdachte Verheugt, boekenweekgeschenk 1980
- 1982 De straatvogel
- 1984 De ratelrat
- 1985 De zaak IJsbreker
- 1993 Drijflijk
- 1994 Een toevalstreffer
- 1996 Een ventje van veertig
- 1983 De kat van brigadier De Gier en andere verhalen
  - Hieruit 2 verhalen als strip in De avonturen van Grijpstra & De Gier, 1985 (met Theo Steeman)
- 1996 Tango in Amsterdam en andere verhalen

### Kinderboeken
- 1977 De kleine uil (vervangt En samen kwamen ze heel ver)
- 1980 Stekel Stavast en de rode hoed (vervangt De rode hoed)
- 1988 Stekel Stavast
- 2001 Stekel Charlie
- 2001 Eugen Eule und der Fall des verschwundenen Flohs

### Andere fictie
- 1980 Op zoek naar het ongerijmde : korte verhalen en een interview met de schrijver
  - Vrijwel compleet vervangen door Een aflopende geschiedenis en De doosjesvuller
- 1981 Een vrouw van zeven voet: 16 verhalen over zeer uiteenlopende onderwerpen
- 1982 De vlinderjager
- 1982 Een zenuwzinking (vervangt Fris en vrolijk)
- 1982 Een kleine vergissing
- 1982 Het veilige gevoel[4][5][6]
- 1984 Een aflopende geschiedenis
  - Bevat o.a. het proza uit Op zoek naar het ongerijmde, 1980
- 1984 Moord op afstand (stripboek; met Paul Kirchner)
- 1984 Brief uit het dodenrijk (Oosterse griezel- en misdaadverhalen gekozen, vertaald, ingeleid en uitgebreid door Janwillem van de Wetering)
- 1986 Sherlock Holmes in Holland en andere nieuwe Nederlandse misdaadverhalen (met Martin Koomen, Theo Joekes e.a.)
- 1987 Aap (Navertelling van een klassieke Chinese roman uit de 16e eeuw)
- 1997 Judge Dee Plays His Lute: A Play and Selected Mystery Stories
- 2004 Die entartete Seezunge
  - Nederlands: Buiten het oneindige, De Brakke Hond Nr 80 (2003), pag. 127-177

### Non-fictie
- 1972 De lege spiegel: Ervaringen in een Japans Zen-klooster
- 1974 Het Dagende niets: Beschrijving van een eerste bewustwording in Zen
- 1980 Een Oosterse Huivering: 13 verhalen die zich alle in het Verre Oosten afspelen, verzameld, vertaald en uitgebreid met eigen werk (Bij wijze van inleiding, Spelevaren en Een kleine vergissing) door J.W. van de Wetering
- 1984 De doosjesvuller en andere vondsten
  - Vervangt non-fictie in Op zoek naar het ongerijmde, 1980
- 1985 Waar zijn we aan begonnen? (met prof. dr. Hans van Rappard)
- 1989 Robert van Gulik: zijn leven, zijn werk
- 2000 Zuivere leegte: Ervaringen van een respectloze Zenleerling

### Andere verhalen/artikelen
- The Way Life Should be - Maine: Coastline on a clean, cold sea. The Nation, september 1 & 8 2003

### Vertalingen
- De vergiftigde bruid (met Rechter Tie in de hoofdrol) van Robert van Gulik, Elsevier, 1982
- De wind in de wilgen, W & L Boeken, 1987

## Over Van de Wetering
In 2021 verscheen een biografie van Janwillem van de Wetering met uitvoerige bibliografie: Marjan Beijering, Op zoek naar het ongerijmde; Leven en werk van Janwillem van de Wetering. [Waarbeke]: Asoka, 2021. Bij het boek bestaat ook de site Janwillem van de Wetering, met een media-verzicht en opinies van lezers over het de boeken van Van de Wetering.